# 피닉스 프로그램

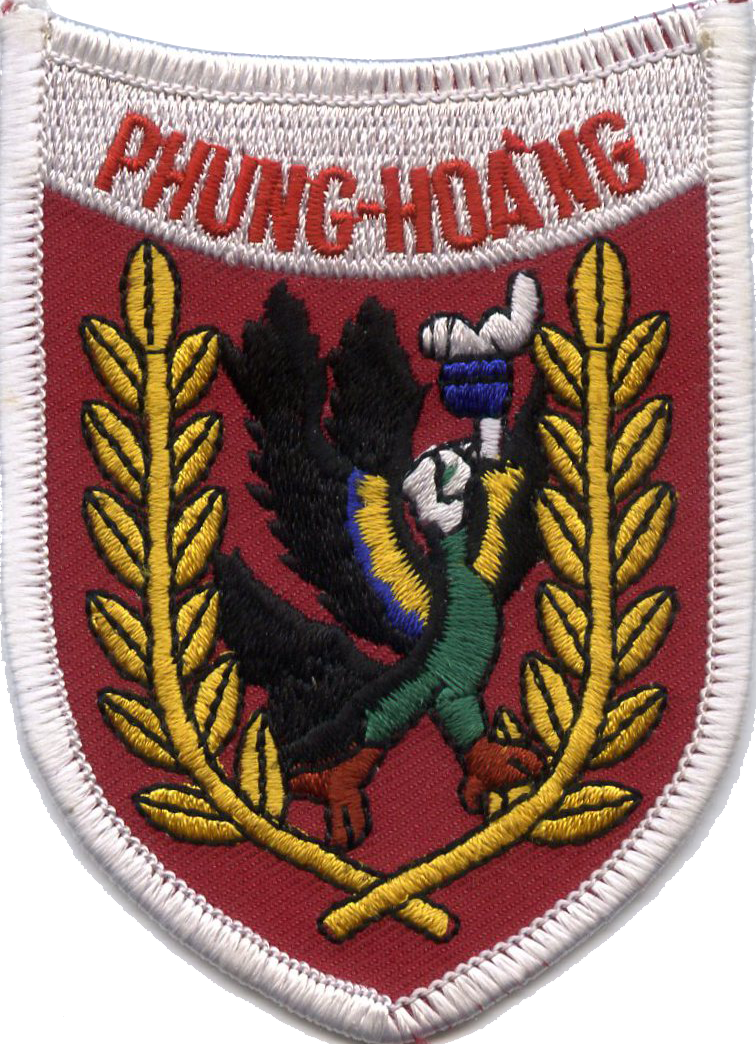
발행되지 않은 원본 패치

피닉스 프로그램(베트남어: Chiến dịch Phụng Hoàng)은 베트남 전쟁 중 미국, 호주, 남베트남 군대가 참여하는 미국 중앙정보국(CIA)에 의해 설계되고 처음 조정되었다. 1969년에 CIA의 책임은 단계적으로 폐지되었고 이 프로그램은 CORDS( Civil Operations and Revolutionary Development Support )의 권한 하에 놓였다.
1967년부터 1972년까지 지속된 이 프로그램은 침투, 암살, 고문, 체포, 대테러 및 심문을 통해 베트콩을 식별하고 없애기 위해 고안되었다. CIA는 이를 "베트콩의 정치적 기반 시설을 공격하고 파괴하려는 일련의 프로그램"이라고 설명하였다. 피닉스 프로그램은 북베트남의 침투가 반란을 조율한 것으로 알려진 "VC 인프라" 및 "정치적 부서"라고 불리는 비전투 민간인 내에서 현지 지원을 필요로 한다는 생각을 전제로 했다.
프로그램 전반에 걸쳐 피닉스는 VC 회원으로 의심되는 81,740명을 CIA의 표현을 빌리자면 "무력화"되었으며, 그 중 26,369명이 사망하고 나머지는 항복하거나 체포되었다. 사망자 중 87%는 남베트남군과 미군의 재래식 군사작전으로 인해 발생했으며, 나머지 13%는 피닉스 프로그램 요원에 의해 발생했다.:17–21
피닉스 프로그램은 중립적인 민간인 사망자 수, 프로그램의 성격(비평가들이 "민간인 암살 프로그램"이라고 칭함), 고문과 다른 강압적인 방법의 사용, 개인 정치를 위해 악용되는 프로그램 등 다양한 이유로 크게 비판받았다. 그럼에도 불구하고 이 프로그램은 베트콩의 정치적, 혁명적 활동을 진압하는데 매우 성공적이었다. 이 프로그램의 공개는 미국 의회의 청문회 등 중대한 비판으로 이어졌고 CIA는 이를 폐쇄하라는 압력을 받았다. 유사한 프로그램인 Plan F-6은 남베트남 정부 하에서 계속되었다.

## 배경
1954년 제네바 회담과 제네바 협정 채택 직후, 북베트남 정부는 다가오는 선거에서 공산주의자들에 대한 지지를 동원하기 위해 수천 명의 군대를 조직했다. 선거가 치러지지 않을 것이 확실해지자, 이 세력들은 결국 북베트남의 지배하에 베트남을 통일하는 것이 목표인 북베트남 반란군인 베트콩의 씨앗이 되었다.
베트남에 대한 미국의 군사적 개입이 시작된 첫 날부터 반봉기 활동이 계속되고 있었지만, 1960년대 중반까지 80,000명에서 150,000명으로 증가한 베트콩 또는 베트콩의 민간 기반 시설(VCI)을 처리하는 데는 실패했다. VCI는 베트콩의 무장조직과는 달리 모집, 정치적 세뇌, 심리활동, 정보수집, 물류지원 등의 지원활동을 담당했다. VCI는 사이공 정부에 충성하는 작은 시골 마을의 지역 지도부를 공산주의 간부로 교체함으로써 남베트남 시골에 그림자 정부를 빠르게 세웠다. VCI는 사이공 정부나 남베트남군에 대한 면밀한 감독이 부족했기 때문에 작은 시골 마을을 선택했다.
VCI 전략은 베트남 공산당이나 NVA에 전략적으로 중요한 마을과 하노이 정부에 공산주의적 동조가 있는 지역 주민을 찾아내고 VCI의 활동과 성공에 큰 중점을 두는 것에서 시작되었다. 공동체가 확인된 후, VCI는 협력을 거부하거나 현지 지도자들을 납치하여 북베트남의 재교육 캠프에 보내면 보복으로 현지 지도자들을 위협했다. 협력을 계속 거부하거나 사이공 정부와 접촉하겠다고 위협한 현지 지도자들은 가족과 함께 살해당했다. VCI 요원이 지역을 장악한 후에는 베트콩 게릴라를 배치하고 재보급하고, 미국과 남베트남 군사 이동에 대한 정보를 제공하고, VCI 간부에게 세금을 제공하고, 현지인을 베트콩에 징집하는 데 사용되었다.

## 같이 보기
- 콘도르 작전
- 러셀 법정
- 미국이 저지른 전쟁 범죄